# Santa Eulália (Vizela)
Santa Eulália es una freguesia portuguesa del concelho de Vizela, con 5,45 km² de superficie y 5.200 habitantes (2001). Su densidad de población es de 954,1 hab/km².